# Dov'è Rodney?
(Battuta di Rodney)
Dov'è Rodney? (Where's Rodney?) è una sitcom andata in onda in una puntata negli Stati Uniti nel 1990 e mai trasmessa in Italia, col comico Rodney Dangerfield come protagonista e Jared Rushton, meglio noto per essere il bambino del film Big, protagonista di supporto.
La serie nasce come sitcom da essere trasmessa sulla NBC, ma essa lo rifiuta ben due volte ed quindi a oggi essa rimane solo un film tv incentrato su Dangerfield e le sue battute.

## Trama
Un ragazzo di 12 anni di nome Rodney Barnes cerca consigli e ispirazione dal suo idolo, il comico e attore Rodney Dangerfield.

## Personaggi principali
- Rodney Dangerfield, interpretato da Rodney Dangerfield. Famoso attore e comico e attore di cinema e televisione e protagonista della sitcom. Egli è come l'angelo custode del giovane liceale Rodney Barnes e gli dà sempre consigli da seguire nel momento del bisogno.
- Rodney Barnes, interpretato da Jared Rushton. Egli è il protagonista giovane della serie, un giovane ragazzo liceale che chiede aiuto al suo idolo per la scuola e la sua vita personale.

## Episodi
| Stagione       | Episodi | Prima TV USA | Prima TV Italia |
| -------------- | ------- | ------------ | --------------- |
| Prima stagione | 16      | 1990         | Inedita         |